# Enrico Alfonso
Enrico Alfonso (ur. 4 maja 1988 w Padua) – włoski piłkarz, bramkarz.
Swoją karierę rozpoczął w wieku 6 lat, kiedy to grał w Alte di Montecchio. Spędził 4 lata w tym klubie, po czym w wieku 10 lat rozegrał sezon w Montecchio Maggiore. Po tym sezonie Alfonso przeniósł się do Chievo Werony, skąd w sezonie 2006/2007 został wypożyczony do Pizzighettone. We wrześniu 2007 roku Alfonso został 4. bramkarzem Interu Mediolan, za Júlio Césarem, Francesco Toldo, oraz Paolo Orlandonim. Wcześniej 4. bramkarzem Interu był Fabian Carini, który zmienił klub na Murcię.
W 2008 roku Alfonso został wypożyczony do Venezii.